# Plano de Ayutla

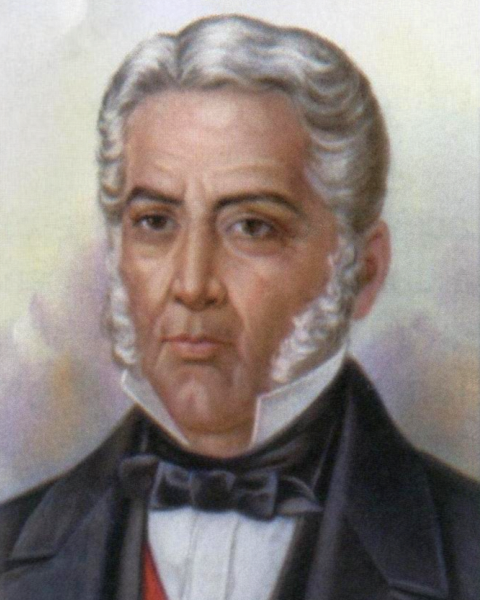
Juan Nepomuceno Álvarez Hurtado de Luna, Presidente do México

O Plano de Ayutla visava a destituição de Antonio López de Santa Anna então ditador do México. Inicialmente elaborado em 24 de Fevereiro de 1854 pelo coronel Florencio Villareal, a sua proclamação teve lugar a 1 de Março de 1854 em Ayutla, estado de Guerrero. Para além da destituição de Santa Anna, o plano previa também a convocação de uma assembleia constituinte com o propósito de elaborar uma Constituição Federal.
Este plano abriria caminho à Guerra da Reforma e à Revolução de Ayutla que instauraria um governo liberal sob a constituição de 1857. Apoiavam o plano de Ayutla, entre outros, Benito Juárez, Juan Álvarez, os irmãos Lerdo de Tejada e Ignacio Comonfort.